# 레오나르도 아스트라다
레오나르도 루벤 아스트라다(스페인어: Leonardo Rubén Astrada, 1970년 1월 6일, 부에노스 아이레스 ~)는 아르헨티나의 전직 축구 선수로, 이후 축구 감독도 맡았다. 가장 최근에 지휘한 구단은 아틀레티코 라파엘라이다.

## 선수 경력
아스트라다는 부에노스 아이레스 출신이다. 그는 리버 플레이트에서 현역 시절 대부분을 보내며 10번의 주요 대회를 우승해 레오나르도 폰시오 다음으로 구단에서 가장 많은 우승을 경험했다. 그는 모든 대회를 통틀어 총 405번의 경기에 출전했다.
그는 2000년에 브라질의 그레미우에서 활약한 적도 있다.
또한, 그는 아르헨티나 국가대표팀 일원으로 1998년 월드컵에 참가하기도 했다. 그는 아르헨티나 국가대표팀 경기에 32번 출전해 1골을 기록했다.

## 감독 경력
2004년 1월에 현역 은퇴한 후, 그는 리버 플레이트 감독으로 취임해 1년 반동안 선수단을 지도했다.
2005년 10월, 그는 로사리오 센트랄의 감독으로 취임했지만, 이사진과의 불화로, 얼마 지나지 않아 구단을 떠났다. 2007-08 시즌, 그는 콜론의 지휘봉을 잡았지만, 다시 2008년 3월에 지휘봉을 내려놓았다.
2008년부터 2009년 10월 6일까지 에스투디안테스 라 플라타에서 큰 성과를 올리지 못하던 아스트라다는, 산 로렌소전 1-2 패배로 사직한 네스토르 고로시토의 후임으로 리버 플레이트 감독이 되었다. 아스트라다는 앞서 2004-05 시즌에 리버를 지휘했다. 2015년, 아스트라다는 아틀레티코 라파엘라와 아르헨티나 프리메라 디비시온 종료때까지 계약했다.

## 수상

### 선수
리버 플레이트
- 아르헨티나 프리메라 디비시온
  - 정규 시즌: 1989–90
  - 아페르투라: 1991, 1993, 1994, 1996, 1997, 1999
  - 클라우수라: 1997, 2002, 2003
- 코파 리베르타도레스: 1996
- 수페르코파 수다메리카나: 1997

아르헨티나
- 코파 아메리카: 1991

개인
- 남아메리카 올해의 선수단: 1991, 1997

### 감독
리버 플레이트
- 아르헨티나 프리메라 디비시온: 2004